# Россия на «Евровидении-2006»
Выступление России на конкурсе песни Евровидение 2006, проходившем в столице Греции — Афинах, стало одним из лучших за всю историю выступлений российских исполнителей на этом конкурсе. Страну представлял певец Дима Билан с англоязычной песней «Never Let You Go», написанной Александром Луневым, Кареном Кавалеряном и Ириной Антонян. Российская песня, заняв сначала третье место в полуфинале, затем в финале заняла второе место, уступив только финской группе Lordi.

## Исполнитель
Дима Билан (при рождении Виктор Николаевич Белан) родился 24 декабря 1981 года в Ставропольском крае в Карачаево-Черкесской АССР. Окончил музыкальное училище имени Гнесиных по классу классического вокала. Дебютировал на фестивале «Новая волна» в 2002 году, где занял 4-е место. Первый альбом «Ночной хулиган», выдержанный в рок-стиле, вышел 31 октября 2003, а через год вышел второй альбом «На берегу неба», работу над которым вели зарубежные авторы Шон Эскоффери и Дайан Уоррен. Песню со второго альбома «Ты должна рядом быть» Дима Билан исполнял на отборе на Евровидение-2005 под названием «Not That Simple», но занял 2-е место. Отбор на Евровидение 2006 года прошёл в закрытом формате, и по решению жюри Дима был выбран кандидатом.

## Голосования
| Голоса за российского исполнителя | Голоса за российского исполнителя                             |
| --------------------------------- | ------------------------------------------------------------- |
| Оценка                            | Страны                                                        |
| 12                                | Латвия, Финляндия, Литва, Украина, Армения, Беларусь, Израиль |
| 10                                | Эстония, Польша, Молдова, Болгария                            |
| 8                                 | Румыния, Кипр, Греция, Македония                              |
| 7                                 | Португалия, Швеция, Хорватия, Испания                         |
| 6                                 | Андорра, Германия, Босния и Герцеговина                       |
| 5                                 | Сербия и Черногория, Ирландия, Мальта, Исландия, Турция       |
| 4                                 | Словения, Албания                                             |
| 3                                 | Бельгия, Норвегия                                             |
| 2                                 | Дания, Нидерланды, Франция                                    |
| 1                                 | Великобритания                                                |

| Голоса российских телезрителей | Голоса российских телезрителей |
| ------------------------------ | ------------------------------ |
| Оценка                         | Страна                         |
| 12                             | Армения (8 место)              |
| 10                             | Украина (7 место)              |
| 8                              | Финляндия (1 место)            |
| 7                              | Норвегия (14 место)            |
| 6                              | Босния и Герцеговина (3 место) |
| 5                              | Литва (6 место)                |
| 4                              | Румыния (4 место)              |
| 3                              | Молдавия (20 место)            |
| 2                              | Швеция (5 место)               |
| 1                              | Латвия (17 место)              |